# 대한민국 건국 60년 기념사업위원회
대한민국 건국 60년 기념사업위원회는 대한민국의 건국(정부 수립) 60주년을 기념하기 위해 설립된 국무총리 산하 기념사업회이다. 위원장은 한승수 국무총리, 현승종 고려중앙학원 이사장, 김남조 숙명여대 명예교수이다.
이 사업회는 이명박 대통령의 훈령으로 제정된 ‘대한민국건국60년기념사업위원회의 설치 및 운영에 관한 규정’에 의해 2008년 5월 22일 출범했다.
위원장의 인사말에 따르면 위윈회 출범의 목적이 "건국 60년의 현대사적 의미를 되짚어 보고, 미래를 향한 발전적 대안을 모색하기 위한" 것이라고 하였다.
2009년 당시에는 공식 웹사이트가 있었으나 건국기념일을 제정하는 과정에서 극심한 논란이 발생함으로 인하여, 얼마 못가 사이트는 모두 폐쇄되었다. 결국 아무런 성과도 내지 못한 채 2013년 1월에 훈령은 폐지되었다.

## 논란
일각에서 건국 60년이 아니라 정부 수립일이 60주년이며, 건국일을 굳이 따지자면 대한민국 임시정부 수립일인 89주년이라는 주장 등이 제기되었고 여러 주장이 첨예하게 갈등하였다. 대한민국임시정부기념사업회를 비롯한 56개 단체는 2008년 8월 7일 성명을 통해, 건국 60주년 기념사업은‘3·1운동으로 건립된 대한민국임시정부의 법통을 계승한다.’는 대한민국 헌법을 위반하는 것이라며, 대한민국 건국60년 기념사업위원회에 대해 헌법소원심판청구와 효력 정지 가처분 신청을 헌법재판소에 제출하였다고 밝혔다.

## 같이 보기
- 대한민국 건국절